# Jean-Gabriel Guillet
 (août 2024).
Pour les articles homonymes, voir Guillet.
Jean-Gabriel Guillet, ou Gabriel Guillet, né en 1987, est un réalisateur, producteur et auteur français. Diplômé de l’ESSEC, il a vécu à Paris, New York et en Asie.

## Biographie
D'abord trader en finance de marché, il publie son premier roman : Macao Men, aux Éditions Daphnis et Chloé, dans lequel il explore le milieu du poker et des casinos et qui sera relayé et conseillé par de nombreux médias dont RMC, BFM et Eurosport.
En 2015, il publie Confessions Spectacle, chez le même éditeur.
Entre 2016 et 2017, il travaille comme courtier en art moderne et art contemporain aux côtés de Yoyo Maeght, petite-fille d'Aimé Maeght, fondateur de la Fondation Maeght.
Entre 2022 et 2023, il prend la direction de l'innovation et du Web3 pour le média en ligne Brut.
Parallèlement, il réalise et produit avec Romain Carrère un gonzo documentaire dans lequel il interprète un trader fou de cryptomonnaies Cryptomonnaies : mon incroyable odyssée,,, diffusé le 13 mars 2024 sur Canal+ et en replay sur MyCanal.

## Filmographie
- Cryptomonnaies : mon incroyable odyssée de Jean-Gabriel Guillet et Romain Carrère, 2021.

## Publications
- Jean-Gabriel Guillet, Macao Men : Daphnis et Chloé, 2013, 223 p.  (ISBN 2954211725).
- Gabriel Guillet, Confessions Spectacle  : Daphnis et Chloé, 2014, 133 p.  (ISBN 978-2954211794).